# Betty Bossi

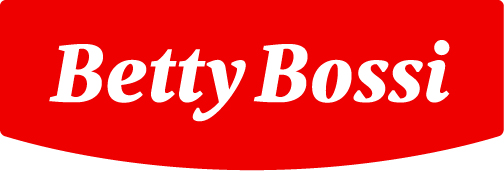
Betty Bossi Logo 2018

Betty Bossi ist der Name einer Kunstfigur, die ab 1956 dafür genutzt wurde, mit Kochrezepten den Umsatz von verschiedenen Lebensmittelprodukten zu steigern. Heute ist Betty Bossi auch ein Markenzeichen und ein Label der Coop für Convenience Food und weitere Produkte.

## Geschichte
Die Kunstfigur Betty Bossi wurde von der Werbetexterin Emmi Creola-Maag für die Firma Unilever in Anlehnung an die fiktive Kochfigur Betty Crocker erfunden. Betty Bossi sollte mit Kochrezepten in der Schweiz für die vermehrte Verwendung von Margarine und Öl der Marken Astra und Sais werben. Am 1. April 1956 erschien die erste Betty Bossi Post in deutscher und französischer Sprache, 1966 wurde sie zur abonnierbaren Zeitschrift. 1973 erschien das erste Betty-Bossi-Kochbuch, ein Backbuch. 1977 wurde innerhalb der Unilever-Gruppe die Betty Bossi Verlag AG gegründet. Mittlerweile wurden die Zeitschrift und der Kochbuchverlag zur Marke. Unilever verkaufte Betty Bossi 1995 an Ringier AG. Ab November 2001 gehörte die Marke je zur Hälfte dem Medienunternehmen Ringier und dem Grossverteiler Coop.
Seither verkauft Coop verschiedene Frischconvenience-Produkte unter dem Betty-Bossi-Label. Im gleichen Jahr folgte die Fernsehsendung al dente, und heute ist Betty Bossi auch im World Wide Web mit Crossover-Küche präsent. Der Nettoerlös des Unternehmens betrug 2019 81 Mio. Franken.
Am 21. Dezember 2012 übernahm Coop vom Medienhaus Ringier den 50-Prozent-Anteil an der Betty Bossi AG. Seit Juni 2021 ist Betty Bossi eine Division der Coop Genossenschaft, die Aktiengesellschaft wurde aufgelöst.